# Histoire des États-Unis de 1776 à 1865
La période de la fin du XVIIIe siècle au milieu du XIXe siècle est fondamentale pour comprendre le pays : la guerre d'indépendance des États-Unis, l'industrialisation et la guerre de Sécession ont marqué et préparé l'ascension de la puissance américaine.

## L'indépendance

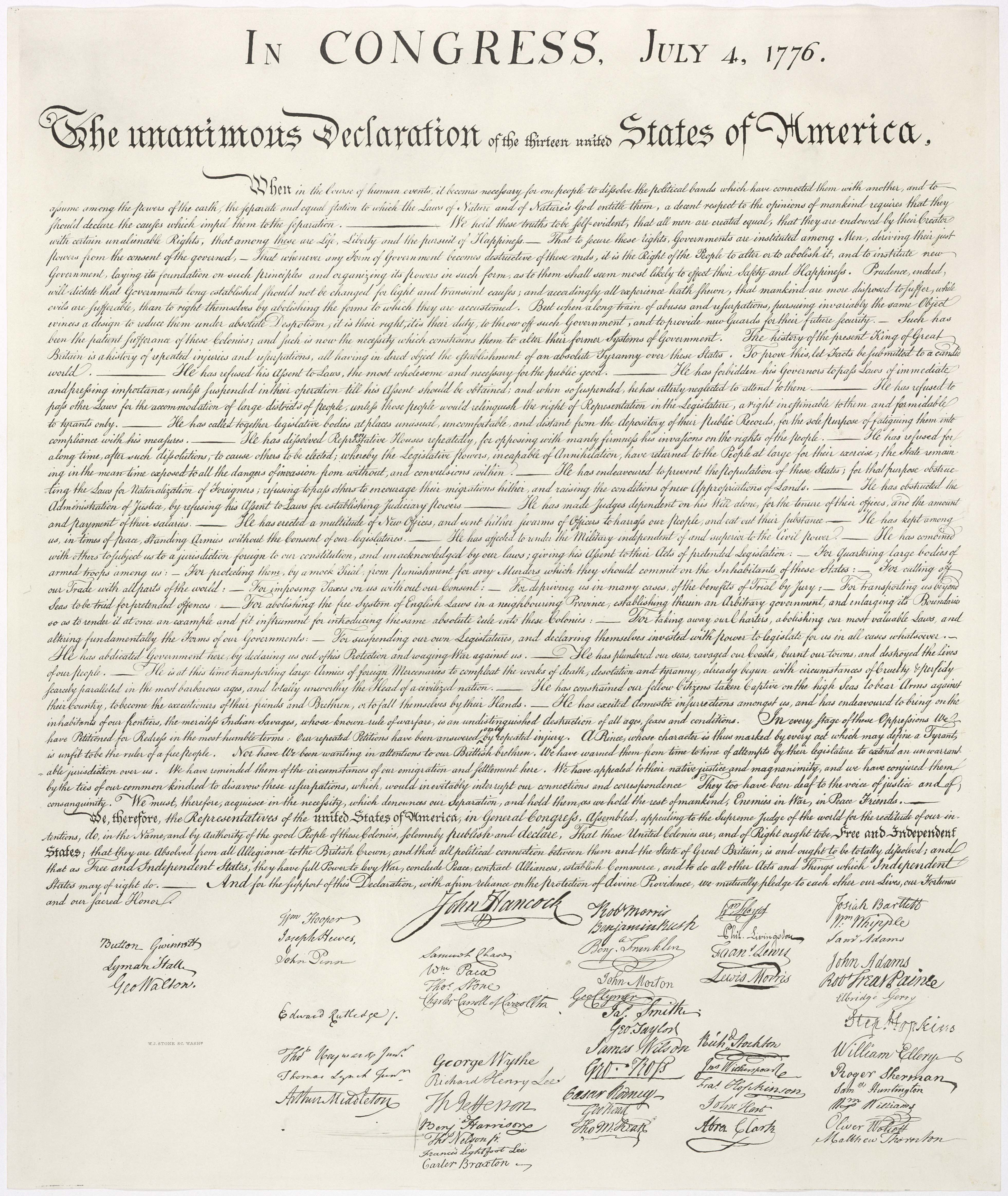
Déclaration d'indépendance américaine, 4 juillet 1776. Le 4 juillet a été choisi pour célébrer la fête nationale des États-Unis

### Guerre d'indépendance ou révolution américaine?
Les États-Unis d'Amérique sont fondés en 1776 à partir des colonies britanniques sur la côte Atlantique de l'Amérique du Nord. Dès 1775, la frustration provoquée par diverses pratiques de la Couronne britannique en matière d'impôts, conduit à la révolte des colons du Massachusetts.
L'année suivante, en juin, la Virginie est le premier territoire qui déclare l'indépendance, sous l'impulsion de Thomas Jefferson. Celui-ci participe en juillet au Congrès continental qui se réunit à Philadelphie, et prépare la Déclaration d'indépendance des États-Unis d'Amérique, document fondateur des États-Unis.
En 1777, les représentants des colonies rédigent les Articles de la Confédération qui comptent parmi les textes fondateurs du pays. La victoire américaine de Saratoga incite la France de Louis XVI à entrer en guerre aux côtés des insurgents.
Avec l'aide de leurs alliés européens, dont principalement la France et après la bataille de Yorktown menée par George Washington (1781) et le comte de Rochambeau, les Américains sortent finalement vainqueurs de la guerre d'indépendance contre la Grande-Bretagne. La paix et la reconnaissance du nouveau pays sont scellées par le traité de Paris en 1783. Des discussions s'engagent alors pour établir la nature et l'organisation politique de la nouvelle nation. Le problème de l'extension des États-Unis vers l'ouest, au-delà des Appalaches, commence à se poser avec acuité.

### Le bilan de la guerre d'indépendance
On ne peut établir le nombre de victimes de la guerre d'indépendance avec certitude. Dans le contexte de la fin du XVIIIe siècle, il est cependant certain que les épidémies (variole…) firent plus de ravages que les opérations militaires elles-mêmes. L'historien John Whiteclay Chambers a donné les chiffres de 6 824 soldats américains morts et 8 445 blessés à la suite des batailles (The Oxford Companion to American Military History, Oxford University Press, 1999). La fin de la guerre eut d'autre conséquences humaines :
les colons loyalistes, restés fidèles au roi de Grande-Bretagne, durent s'exiler au Canada, où la province du Nouveau-Brunswick fut fondée pour les accueillir. Enfin, sur le plan économique, le tout nouveau gouvernement dut faire face à l'inflation ainsi qu'au remboursement des dettes causées par la guerre.

### Nouvelles institutions

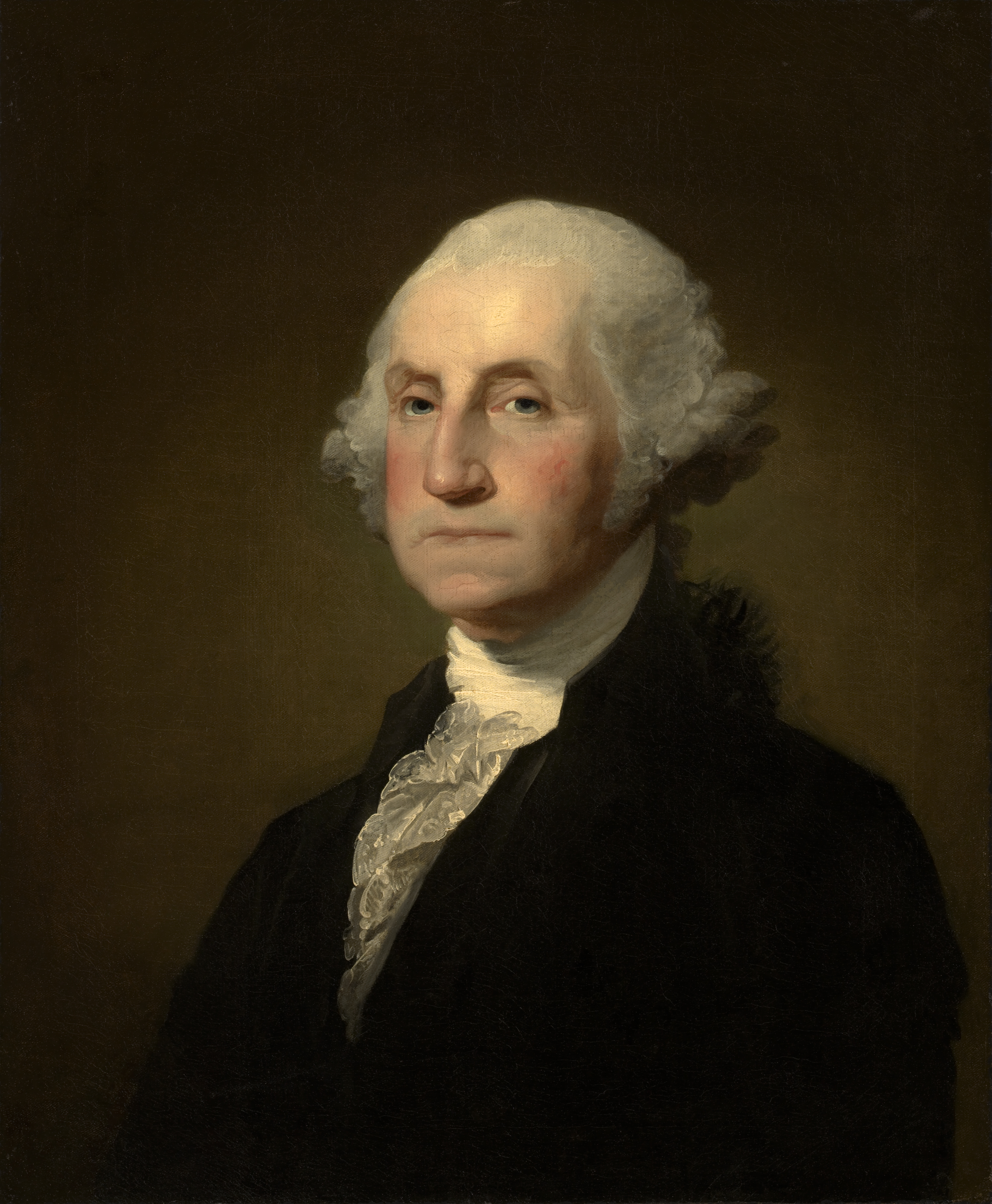
George Washington, premier président des États-Unis.

Jusqu'en 1789, les États-Unis sont gouvernés par les Articles de la Confédération. Ce régime est très souple, car chaque État jouit d'un très grand pouvoir dans de nombreux domaines, notamment en matière de politique fiscale et commerciale, la seule institution fédérale du pays étant le Congrès. Les treize États fédérés sont différents et certains contestent leurs frontières. Les difficultés rencontrées sont surpassées par l'adoption de la Constitution. Celle-ci a été adoptée par les différents États fédérés entre 1787 et 1790. C'est l'une des plus anciennes de l'Histoire après la constitution corse de 1755. Elle applique les idées des philosophes des Lumières :
- elle fonde les bases de la démocratie (néanmoins, le suffrage n'est pas encore universel)
- elle assure le respect des libertés individuelles des citoyens américains
- elle applique le principe de séparation des pouvoirs afin d'éviter la tyrannie,
- elle instaure l'égalité des États en politique : chaque État, quelle que soit sa superficie ou son poids démographique, désigne deux sénateurs à Washington.

George Washington, qui commanda les troupes des insurgés pendant la guerre d'indépendance, est le premier président élu (1789-1797). Le Congrès, d'abord réuni au Federal Hall New York, adopte les premières lois définissant le mode de gouvernement. En 1791, les dix premiers amendements sont inscrits dans la Constitution. Malgré le désir de Washington de demeurer isolationniste, qui transparaît dans son discours d'adieu, les États-Unis ont une histoire diplomatique riche.
Bien que la constitution ne reconnaisse pas l'existence de partis politiques, les désaccords sur le texte font émerger deux « factions » :
- les fédéralistes
- les anti-fédéralistes, en particulier, James Madison défendaient les droits des États et l'idée d'un gouvernement central faible. Ils forment un noyau politique qui est à l'origine du parti républicain-démocrate. Ils prirent le contrôle du gouvernement fédéral avec l'élection du président Thomas Jefferson (1801-1809).

La constitution américaine donne naissance à une fédération de treize États : chacun de ses États garde des prérogatives particulières en matière d'éducation et de justice. Chaque État possède ses assemblées, ses cours de justice et son gouvernement dirigé par un gouverneur. Le gouvernement central ou fédéral exerce sa souveraineté sur l'armée, la monnaie commune et les relations extérieures. Cette organisation fédérale est toujours en place aujourd'hui.

## Histoire politique et événementielle (1800-1861)

### L'achat de la Louisiane

Carte de l'expédition Lewis-Clark de 1804 à 1806

Les Républicains occupèrent la présidence de 1801 à 1825. En 1808, la traite des esclaves est officiellement abolie sur le sol américain. Le pays s'engage dans la conquête de l'Ouest par la colonisation, l'achat ou la guerre. En 1803, Napoléon vend d'immenses territoires appelés Louisiane française (récupérés à l'Espagne avec le Traité de San Ildefonso (1800)) aux États-Unis : cet achat permet le doublement de la superficie des États-Unis. L'année suivante, le président Thomas Jefferson envoie l'expédition Lewis et Clark reconnaître ces nouveaux espaces en remontant le Missouri.

### Guerre de 1812

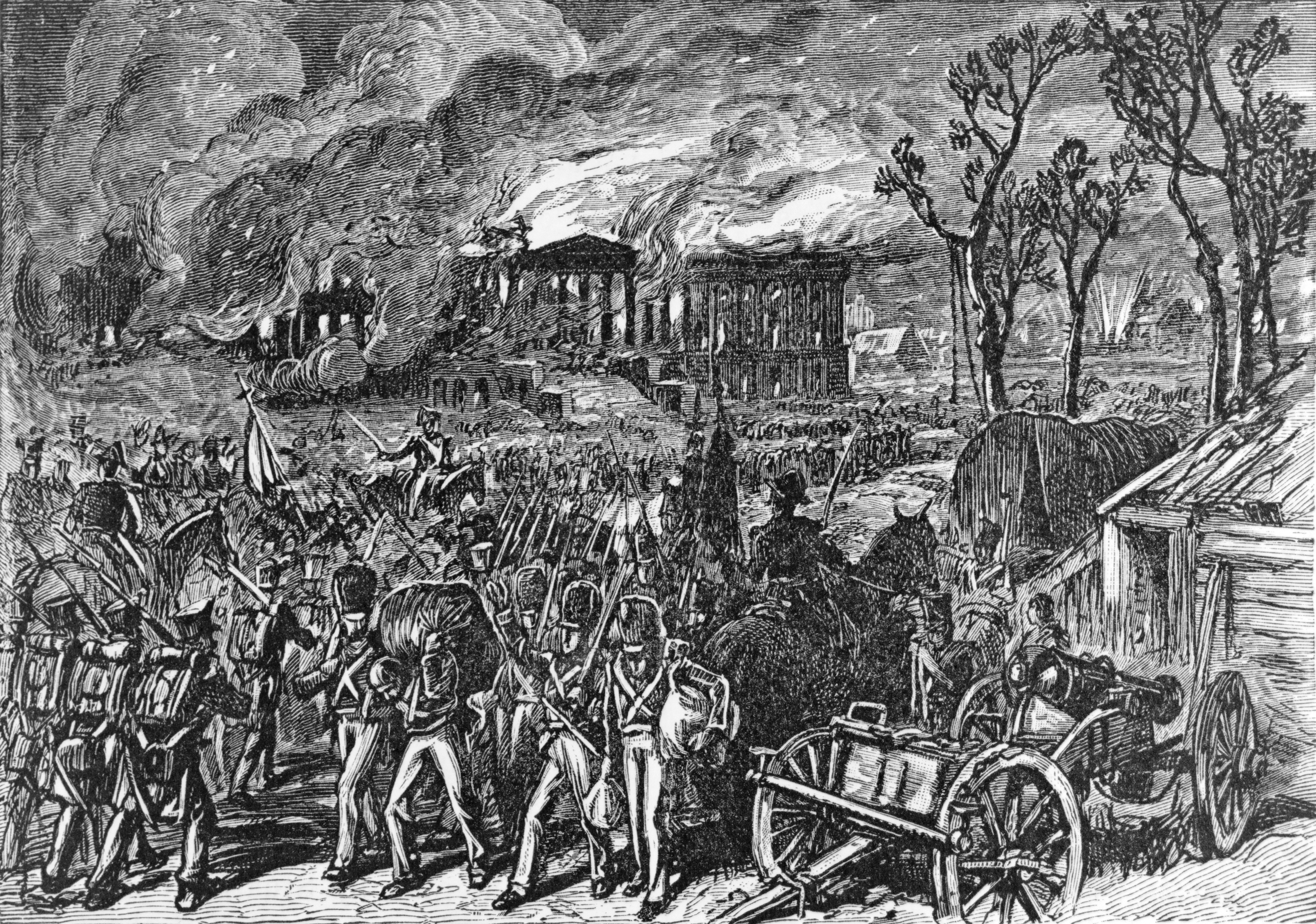
Incendie de Washington DC par les troupes britanniques en 1814. Gravure de 1876.

En 1812 éclate une guerre contre le Royaume-Uni, qui dure jusqu'en 1815. Appelée aussi la seconde guerre d'indépendance, elle est causée par la volonté anglaise d'interdire le commerce entre les États-Unis et la France et le blocus britannique le long des côtes américaines. De son côté, james Madison veut faire respecter les droits des pays neutres.
En 1814, les forces britanniques et canadiennes reçoivent l'ordre de brûler les édifices publics de Washington DC. La ville comptait alors 8 000 habitants environ. Les Britanniques souhaitaient se venger de la destruction de la capitale du Haut-Canada (aujourd'hui Toronto) par les Américains après la bataille de York (1813). La destruction de la capitale des jeunes États-Unis devait démoraliser l'ennemi. Les Américains, dirigés par le général Andrew Jackson, battent un corps expéditionnaire anglais à La Nouvelle-Orléans le 8 janvier 1815.
Finalement, le traité de Gand est signé en décembre 1814 en Belgique, permettant un statu quo ante bellum, mettant fin au conflit.

### Le compromis du Missouri
En 1820, l'entrée d'un nouvel État, le Missouri, provoque une crise dans la fédération. Pour la première fois, les États esclavagistes risquent de devenir majoritaires. Après plusieurs mois de négociations entre les États, un compromis est trouvé. Il fixe une ligne territoriale qui sépare la fédération entre Nord et Sud. Au nord, l'esclavage est interdit, au sud, il est autorisé. Pour prévenir toute discorde future, les entrées de nouveaux États devront se faire par paire, l'entrée d'un État esclavagiste devant être accompagnée de celle d'un État libre.

### La doctrine Monroe

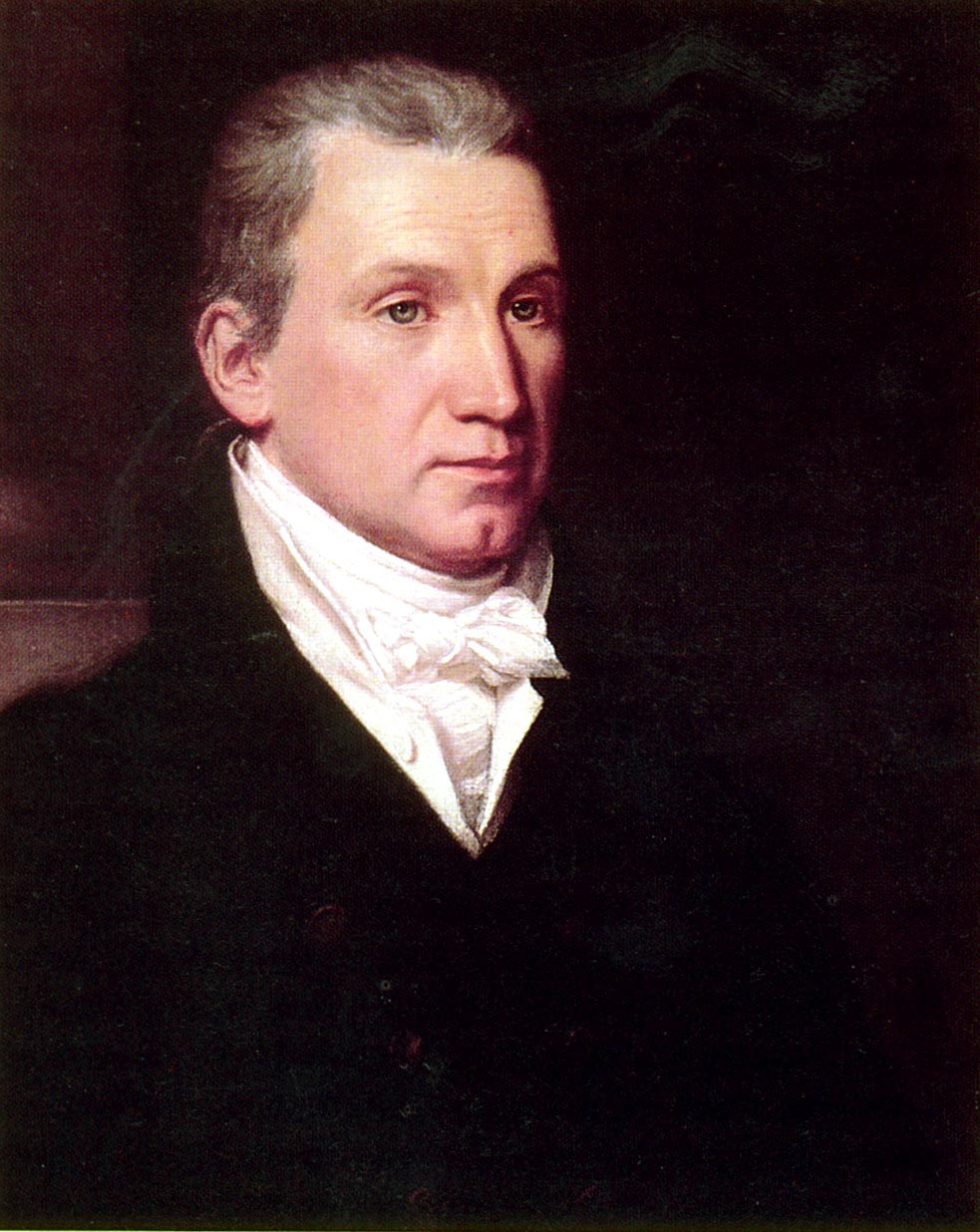
James Monroe.

James Monroe occupe la présidence de 1816 à 1825. En 1819, l'Espagne cède la Floride aux États-Unis. En 1823, au cours de son deuxième mandat, il présente une nouvelle conception de politique internationale. Les États-Unis s'interdisent de se mêler des affaires européennes mais, en retour, demandent aux puissances européennes de s'abstenir de toute intervention dans les affaires du continent américain. De plus, ils considéreraient comme inamicale à leur égard, toute action européenne contre un gouvernement américain ayant proclamé son indépendance. Cette déclaration porte en elle le panaméricanisme et la légitimation de l'hégémonie américaine.

### Andrew Jackson (1829-1837)
C’est sous la présidence d’Andrew Jackson que le système des partis politiques américains tel qu’il existe encore voit vraiment le jour. Ses mandats sont marqués par le clientélisme et le populisme. Il instaura l’Indian Removal Act le 26 mai 1830, ordonnant la déportation des Amérindiens vivant dans les territoires compris entre les treize États fondateurs et le Mississippi, vers un territoire situé au-delà de ce fleuve. Elle concernait 60 000 Indiens d'Amérique.
La présidence Jackson est également marquée par une crise institutionnelle grave entre le Gouvernement fédéral et un État, la Caroline du sud. cette crise connue sous le nom de crise de l'annulation (nullification en américain) est l'occasion de réaffirmer la forme fédérale du système américain et de redéfinir la place des États. Étant lui-même propriétaire d'esclaves, il encourage la formation des groupes de vigilantes afin de surveiller les esclaves et les abattre en cas de rébellion.
Sa présidence est parfois confrontée à une montée des violences, provoquées par le chômage, l’animosité des protestants à l'encontre des catholiques et en particulier des Irlandais, la question de l'esclavage ou la pauvreté. Alors que l'on compte 16 émeutes en 1834, elles sont 37 en 1837, provoquant des dizaines de morts. Il s’accommode dans certaines circonstances de la corruption si cela peut lui permettre d'affermir son influence politique. En échange du contrôle absolu de New York, il autorise ainsi Samuel Swartwout à détourner 1 250 000 dollars, qu'il emporta avec lui dans sa fuite en Europe en 1836. Jesse Hoyt, nommé par Jackson pour remplacer Swartwout, rend au président les mêmes services que son prédécesseur, moyennant les mêmes privilèges (il détourna plus de 200 000 dollars des caisses publiques.

### Les relations avec le Mexique
Le 24 août 1821, le traité de Córdoba permet au Mexique de proclamer l'indépendance à l'égard de l'Espagne. En 1835, les Mexicains prennent Alamo. À la suite d'une révolution, le Texas proclame son indépendance le 21 avril 1836, par la Bataille de San Jacinto, acquise sous la conduite de Sam Houston qui profita des troubles rencontrés par le régime militaire d'Antonio López de Santa Anna. S'engagea alors un conflit avec les États-Unis après le raid de Zachary Taylor. Le Mexique sortit vaincu et dut signer le traité de Guadalupe Hidalgo (2 février 1848) qui entérina la perte de la moitié de son territoire (notamment la Californie et le Texas).

### Les présidents de la période
| - Thomas Jefferson (1801-1809) - James Madison (1809-1817) - James Monroe (1817-1825) - John Quincy Adams (1825-1829) - Andrew Jackson (1829-1837) - Martin Van Buren (1837-1841) - William Henry Harrison (1841-1841) | - John Tyler (1841-1845) - James Knox Polk (1845-1849) - Zachary Taylor (1849-1850) - Millard Fillmore (1850-1853) - Franklin Pierce (1853-1857) - James Buchanan (1857-1861) - Abraham Lincoln (1861-1865) |

### Les guerres indiennes
- 1814-1818 : expéditions contre les Creeks et les Séminoles (Floride)
- 1830-1834 : guerres contre les Cherokees
- 1832 : guerre de Northwest Black Hawk
- 1835-1842 : deuxième guerre Séminole
- 1856-1858 : troisième Guerre séminole

### Date d'entrée des nouveaux États dans l'Union (1803-1865)

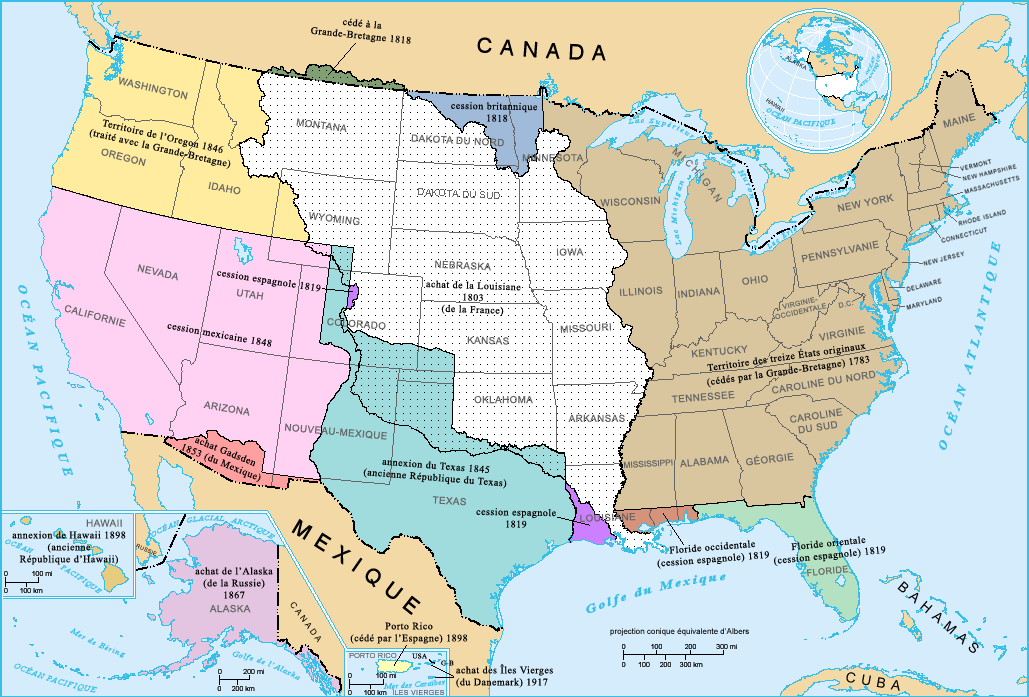
Carte des acquisitions territoriales des États-Unis d'Amérique.

| 1803 : Ohio 1812 : Louisiane 1816 : Indiana 1817 : Mississippi 1818 : Illinois 1819 : Alabama 1821 : Missouri 1829 : Maine 1836 : Arkansas 1837 : Michigan | 1845 : Texas, Floride 1846 : Iowa 1848 : Wisconsin 1850 : Californie 1858 : Minnesota 1859 : Oregon 1861 : Kansas 1863 : Virginie-Occidentale 1864 : Nevada |

## Révolution industrielle, immigration et urbanisation (1776-1865)

### Les facteurs du développement

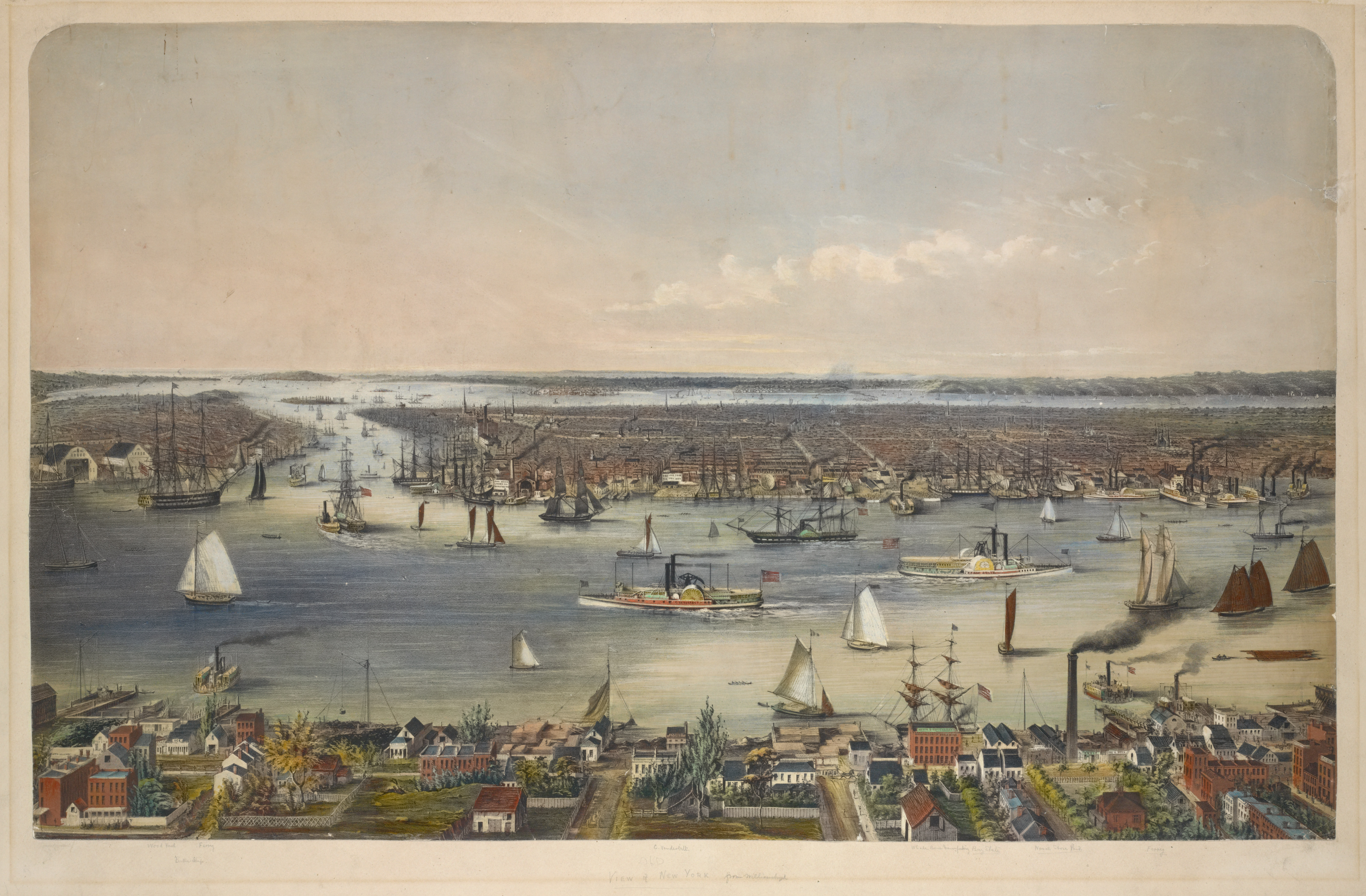
New York en 1848.

Les capitaux nécessaires au décollage industriel des États-Unis proviennent essentiellement du dynamisme commercial du pays. Les ressources naturelles en charbon (Pennsylvanie), en fer et en cuivre (autour du Lac Supérieur), en bois, le potentiel hydraulique, permettent également le développement industriel du Nord-Est (la Manufacturing Belt). Pittsburgh en Pennsylvanie acquiert rapidement le surnom de Ville de l'acier. Les ateliers puis les usines se développent à partir des années 1810, avec la Révolution industrielle. C'est l'industrie textile qui entraîne une bonne partie des autres secteurs de production. La croissance démographique est un moteur de la croissance économique : la population américaine est multipliée par quatre entre le début du XIXe siècle et 1860. L'industrie américaine ne manque pas de main d'œuvre : entre 1840 et 1860, le pays attire des centaines de milliers d'immigrants. Les Irlandais fuient la grande famine et de nombreux Allemands quittent leur pays à la suite notamment de l'échec des révolutions de 1848-1849. Durant la décennie 1851-1860, la part des Allemands dans le flux des immigrants est de 40%, dont 220 000 pour la seule année 1854. Au moment du déclenchement de la guerre civile, trois millions d'Américains sont d'origine allemande et ils s'engagent en très grande majorité dans l'armée de l'Union pendant la guerre de Sécession. Ils fournissent un apport décisif à la victoire finale du Nord.
L'optimisme du peuple américain constitue une composante importante pour expliquer l'ascension fulgurante du pays. L'esprit pionnier est porté par le droit au bonheur, exprimé dans la déclaration d'indépendance de 1776.

### La révolution des transports et des communications

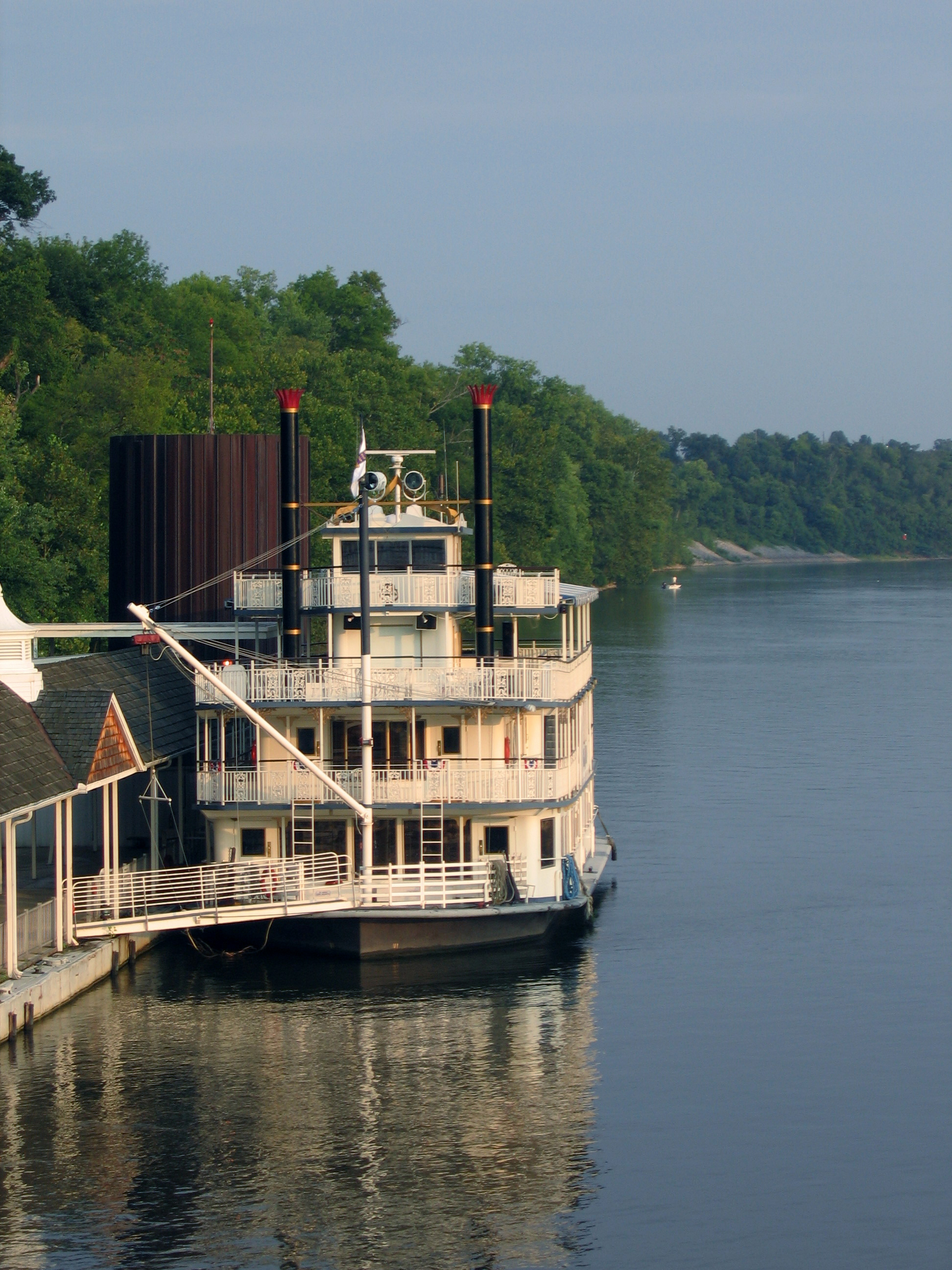
Bateau à vapeur

La construction des premières voies ferrées stimule la demande en acier et prépare la conquête de l'Ouest. Ainsi, le chemin de fer de Baltimore et de l'Ohio sont en service dès 1830. En 1855, le pays compte 25 000 kilomètres de lignes
Le canal Érié (1817-1824) permet de relier l'Hudson au lac Érié, établissant une voie fluviale entre l'océan Atlantique et les Grands Lacs. Le canal fait la prospérité de New York et de Buffalo. Les Grands Lacs offrent une voie d'eau qui relie l'intérieur du continent à l'océan Atlantique par le fleuve Saint-Laurent : la ville de Détroit (Michigan) se développe rapidement. L'ouverture du canal Illinois-Michigan en 1848 permit aux bateaux circulant sur les Grands Lacs de rejoindre le Mississippi en passant par Chicago : la ville connut dès lors une forte croissance démographique (entre 1840 et 1860, sa population est multipliée par 20) et économique et devint le débouché des Grandes Plaines céréalières. La voie fluviale du Mississippi voit passer des bateaux à vapeur et la ville de Saint-Louis profite de sa position de confluence. La Nouvelle-Orléans (Louisiane) tire avantage de sa situation au débouché du grand fleuve : vers 1840, elle atteint 100 000 habitants, ce qui en fait la quatrième ville des États-Unis. Cependant, d'une manière générale, le pays reste majoritairement rural (15 % de citadins en 1850).
Dès 1864, les premiers navires à vapeur transatlantiques relient l'Amérique du Nord à l'Europe de l'Ouest.
L'Américain Samuel Morse invente un télégraphe pratique et efficace, qui permet, dans les années 1860 d'envoyer des messages de l'autre côté de l'Atlantique. Il est aussi à l'origine du code morse.

### Les conséquences sociales

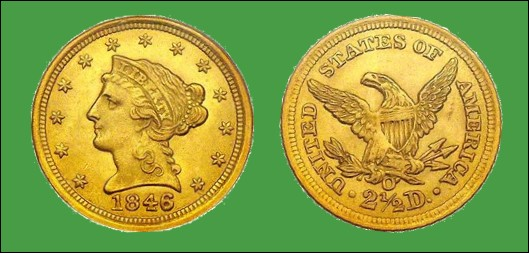
Monnaie américaine de 1846.

Cette époque est marquée par d'intenses changements sociaux. Des grèves et des émeutes éclatent dans les villes, comme à Baltimore (Maryland) en 1835 ou à New York en 1849. Des polices urbaines sont créées pour ramener l'ordre. La contestation ouvrière est particulièrement intense au moment de la crise de 1837. En 1842, la loi martiale est proclamée à Providence. En 1860, une grève générale s'étend à toute la Nouvelle-Angleterre.
L'immigration irlandaise et allemande, particulièrement importante dans les années 1840-1850, provoque un afflux de catholiques. Les protestants se sentent menacés et manifestent leur hostilité dans la presse et dans la rue. Ils font pression pour interdire la vente d'alcool. Si la période ante-bellum est marquée par une brève vague nativiste, celle des Know-Nothings qui culmine en 1854 et décline rapidement, un autre mouvement aura une influence plus durable : il s'agit du Ku Klux Klan, fondé en 1864 dans le Tennessee.

Dans les années 1820, les premières organisations féministes et autres mouvements dit des "suffragettes" ont vu le jour aux États-Unis : La Female Anti-slavery Society dénonçait l'esclavage ; l'American Female Moral Reform Society voulait lutter contre la prostitution et l'alcoolisme. Une cinquantaine d'années plus tard, les féministes américaines revendiquèrent l'égalité des droits civiques dans le pays. En 1869, l'État du Wyoming autorise le suffrage féminin.

Dans le domaine religieux, les mouvements chrétiens hétérodoxes se multiplient aux États-Unis : unitarisme, transcendantalisme, spiritualisme, mormons (qui s'installent en Utah à partir de 1847), etc. Les communautés égalitaires et utopiques se développent également : colonies Amana en Iowa, Shakers à Pleasant Hill.

### Une culture de plus en plus américaine
La culture américaine se distingue de plus en plus de la culture européenne ; les écrivains sont de mieux en mieux connus en Europe et traitent de sujets véritablement américains : Washington Irving (1783-1859) écrit une biographie de George Washington. Herman Melville (1819-1891) publie Moby Dick en 1851. James Fenimore Cooper (1789-1850) connut le succès grâce à ses romans sur les Amérindiens (le dernier des Mohicans, la Prairie et le Tueur de daim).
En peinture, l'originalité américaine se manifeste dans les représentations de paysages (Thomas Cole). L'architecture reste très influencée par l'Europe, avec quelques adaptations à l'environnement américain. Il faut attendre la naissance des gratte-ciel, à la fin du XIXe siècle pour voir une architecture vraiment américaine.

## La conquête de l'Ouest

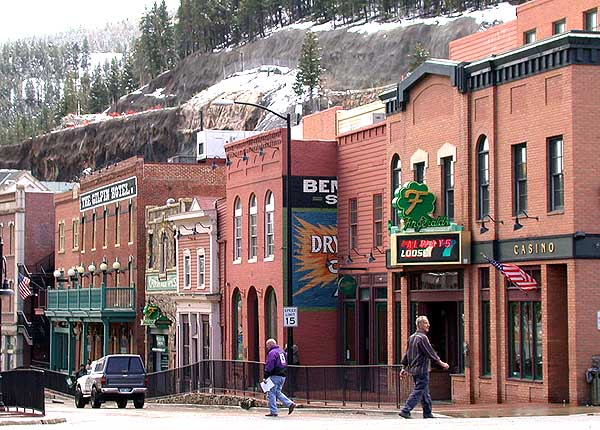
Black Hawk, ville du Colorado (XIXe siècle).

### Nouvelles routes
La révolution des transports a préparé la conquête de l'ouest. Les colons américains empruntent les pistes de l'Oregon (Oregon Trail) ou de Californie, dans des charriots bâchés, immortalisés par la littérature et plus tard par le cinéma (westerns). La pénétration des Américains suit la piste de Santa Fe, qui dès le début du XIXe siècle est parcourue par des liaisons régulières sur 1 000 km. Dans les années 1830, le développement du commerce conduit les Américains à changer de route : ils préfèrent emprunter le raccourci de la Cimarron plutôt que de se risquer dans le passage montagneux de Raton Pass. À Santa Fe, les Américains vendent des armes et de la pacotille ; ils remportent avec eux des peaux de bisons achetées aux commancheros et des blocs d'argent de l'Arizona. En 1858, les lignes de diligences assurent des liaisons régulières entre San Francisco et Saint-Louis. Les pistes sont progressivement désertées avec le développement des liaisons ferroviaires, surtout après l'achèvement du premier chemin de fer transcontinental le 10 mai 1869. Les cow-boys mènent les milliers de bœufs vers les gares d'où ils seront acheminés vers les abattoirs de Chicago. En 1875, le Kansas est relié à Santa Fe par le train ; en 1885, cette dernière est connectée avec la Californie. Avec la révolution de l'automobile au XXe siècle, l'Ouest attire de plus en plus les touristes.

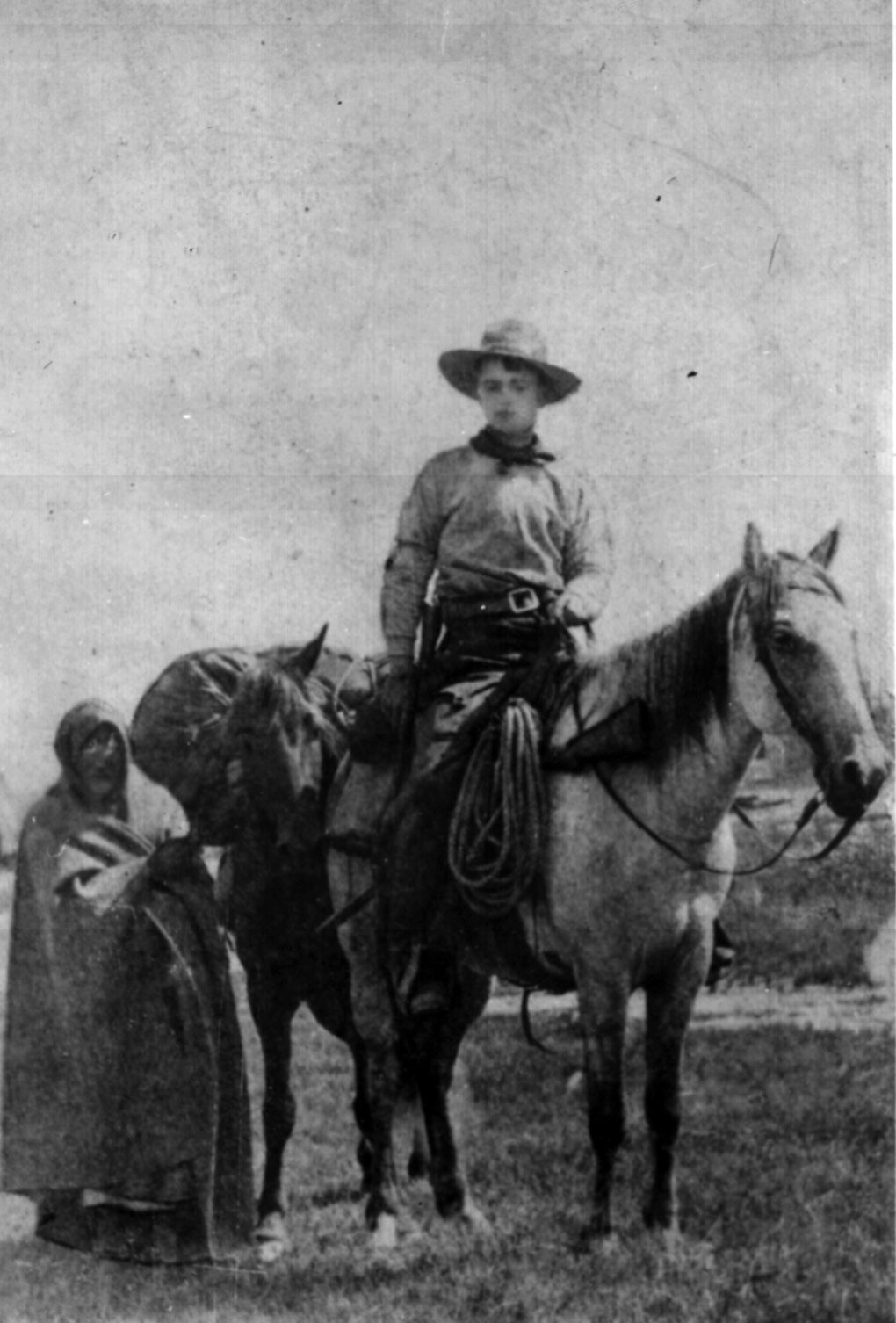
Un cavalier du Pony Express, vers 1861

La maîtrise du territoire américain passe aussi par la mise en place du Pony Express, le premier service postal qui allait du Missouri à la côte ouest (1860-1861). Le courrier était alors acheminé à dos de cheval. Mais en 1861, le télégraphe transcontinental permet une liaison instantanée entre les deux extrémités du pays.

### Nouveaux territoires américains
Durant le XIXe siècle, le pays étend largement son territoire à travers deux acquisitions majeures. En 1803, la taille du pays double avec la vente de la Louisiane par Napoléon Bonaparte. L'expédition Lewis et Clark explore rapidement les territoires dans le nord-ouest, du Mississippi au Pacifique. En 1812, les États-Unis ouvrent les hostilités, et restaurent les conditions d'avant-guerre. Le territoire de la nation continue de s'étendre par l'annexion du Texas qui mène à la Guerre américano-mexicaine, dans laquelle les États-Unis obtiennent du Mexique des territoires au sud-ouest, du Texas à la Californie (traité de Guadalupe Hidalgo, 1848). Le territoire de l'Oregon est acheté au Royaume-Uni en 1846, l'Alaska à la Russie en 1867, et le royaume de Hawaii est annexé en 1898, définissant le territoire actuel des États-Unis (50 états fédérés).
L'expansion vers l'ouest par des actes officiels du gouvernement des États-Unis est accompagnée par le mouvement vers l'ouest (et vers le nord, dans le cas de la Nouvelle-Angleterre) des colons au-delà de La Frontière.

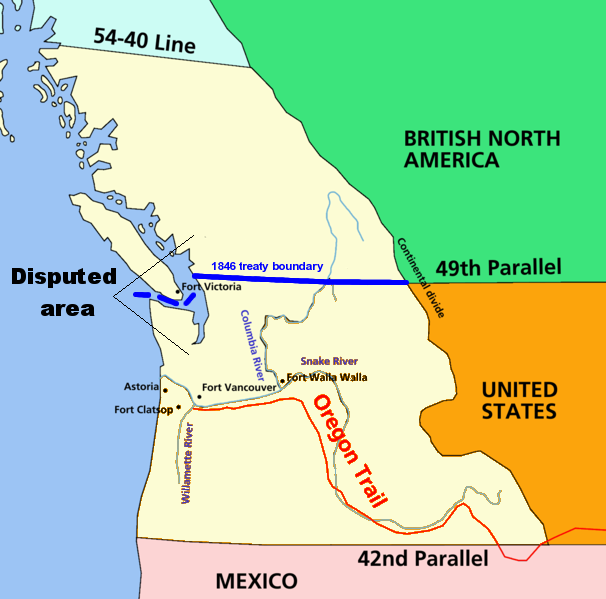
Le différend américano-britannique sur le territoire de l'Oregon

En 1842-1846, l'ouverture de la piste de l'Oregon puis le traité avec le Royaume-Uni (Traité de l'Oregon) provoqua l'afflux massif de nouveaux colons. Ce traité règle le contentieux qui opposait les deux pays sur le tracé de la frontière des territoires du nord-ouest. La limite est fixée au 49e parallèle nord. Le territoire de l'Oregon est officiellement organisé en 1848. L'Oregon est érigé en état le 14 février 1859.
La conquête de l'ouest est aussi rendue possible par la spoliation des indiens de leurs terres : l'Indian Removal Act déporte les Indiens de l'Est du Mississippi à l'Ouest du Mississippi. Les massacres et les conflits entre colons et indigènes sont fréquents.
Enfin, l'extension américaine est alimentée par l'idéologie de la Destinée manifeste à partir de 1845 : selon cette idéologie, la nation américaine avait pour mission divine de répandre la démocratie vers l'Ouest et de former un territoire continental pour sa nation. L'Ouest servit aussi de refuge aux mormons qui s'installèrent en Utah à partir de 1847.
En 1855, une armée privée et financée par des firmes de Boston envahie le Nicaragua, y instaure l'esclavage et, après avoir reçu le soutien de l'administration Franklin Pierce, lui demande d'incorporer le pays aux États-Unis. Après avoir envisagé d'accepter la proposition, Franklin Pierce doit y renoncer à la suite de combats entre mercenaires américains rivaux et l'intervention de troupes costariciennes.

### Le commerce des fourrures
En Europe, la mode des bonnets en peau de castor stimule le commerce des fourrures. Daniel Boone est l'un de ces trappeurs qui démarrent la colonisation du Kentucky. Ce schéma est poursuivi à travers l'ouest alors que les hommes font commerce de la fourrure avec les Indiens, et explorent le pays. Combattants et chasseurs habiles, ces hommes des montagnes trappent le castor en petits groupes à travers les montagnes Rocheuses. Après le déclin du commerce des fourrures, ils établissent des postes de commerce à travers l'Ouest (Fort Robidoux en 1837 ; Fort Bridger en 1841…), continuant les échanges avec les Indiens ou les Mexicains, et aidant les colons dans leurs migrations vers les régions de l'ouest : Utah, Oregon et Californie.
En 1811, le financier new-yorkais John Jacob Astor établit Fort Astoria, le premier campement blanc de l'Oregon, sur la côte Pacifique. Son intention était de fonder un réseau de postes de traite des fourrures. Quelques années plus tard, John McLoughlin, construit Fort Vancouver en 1825.

### Découverte des métaux précieux

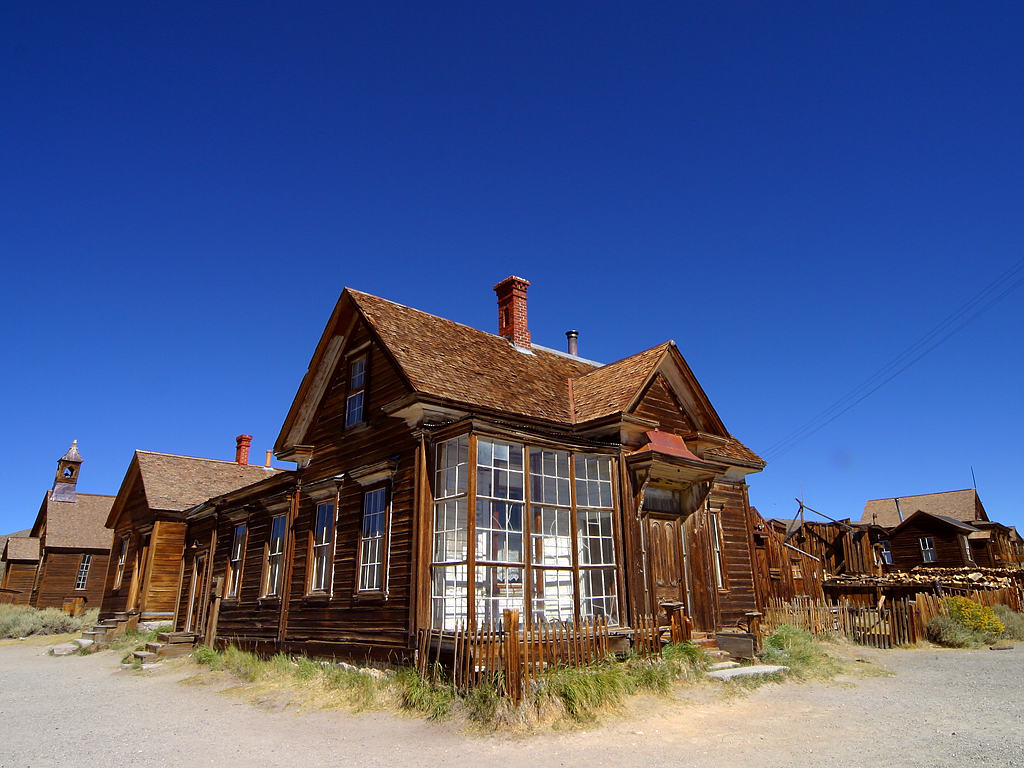
Bodie, ville fantôme de Californie.

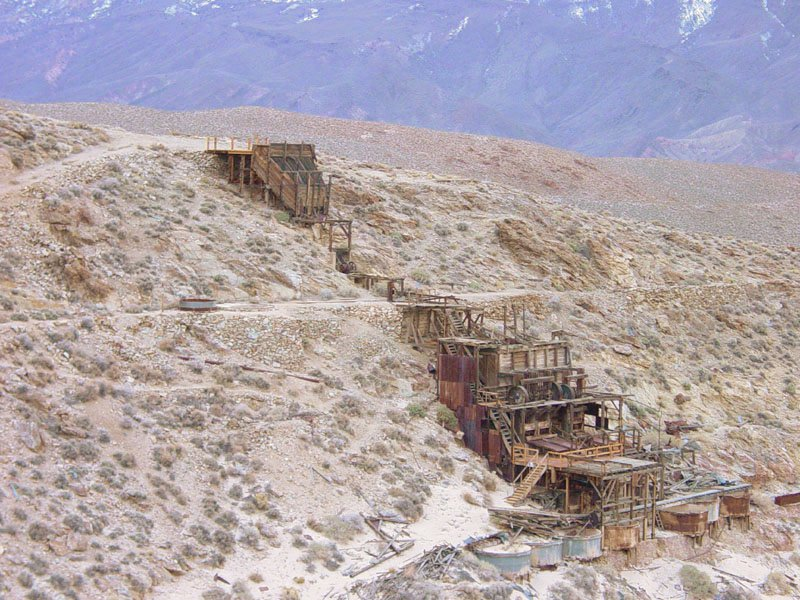
Ancienne mine d'or de Skidoo, dans la Vallée de la Mort en Californie.

Dans la deuxième moitié du XIXe siècle, des filons d'or et d'argent sont trouvés dans l'ouest :
- Californie : de l'or est trouvé près de Coloma (à Sutter's Mill), le 24 janvier 1848. L'année suivante, des milliers d'hommes, appelés les forty-niners (49ers), Américains ou étrangers, affluent en Californie. Cette fièvre de l'or retombe en 1858.
- Arizona (Tombstone, 1877)
- Colorado : Pikes Peak, Denver en 1858, Leadville en 1877. Puis ruée vers l'argent du Colorado en 1879-1893.
- Nevada : mines d'argent de Comstock (Nevada)
- Oregon, Montana et Dakota à la fin du XIXe siècle.

L'immigration liée à la ruée vers l'or provoque la naissance de véritables villes-champignons : San Francisco passe de 1 000 habitants en 1848 à 20 000 en 1850. À côté de créations durables (Denver, Boulder), d'autres cités sont désertées une fois les filons épuisés (villes fantômes : Virginia City dans le Nevada par exemple). Les villes pionnières forment des univers masculins et souvent violents.

### Faim de terres
La faim de terre des paysans poussa également la frontière vers l'ouest.
- Pression démographique et économique :
  - Pression à l'émigration dans l'Est
  - Forte natalité dans l'Est pour pourvoir aux travaux fermiers.
  - Forte pression migratoire en raison de la baisse du coût et du risque du voyage transatlantique
- Dépressions économiques dans l'Est de 1818, 1837, 1839 et 1841
  - L'impossibilité d'établir des colonies agricoles dans le Nord (Vermont)
- le Homestead Act est une loi par laquelle, pour un prix arbitraire, un colon recevait le droit de fermage sur une terre.

### Les grandes personnalités de la conquête de l'Ouest

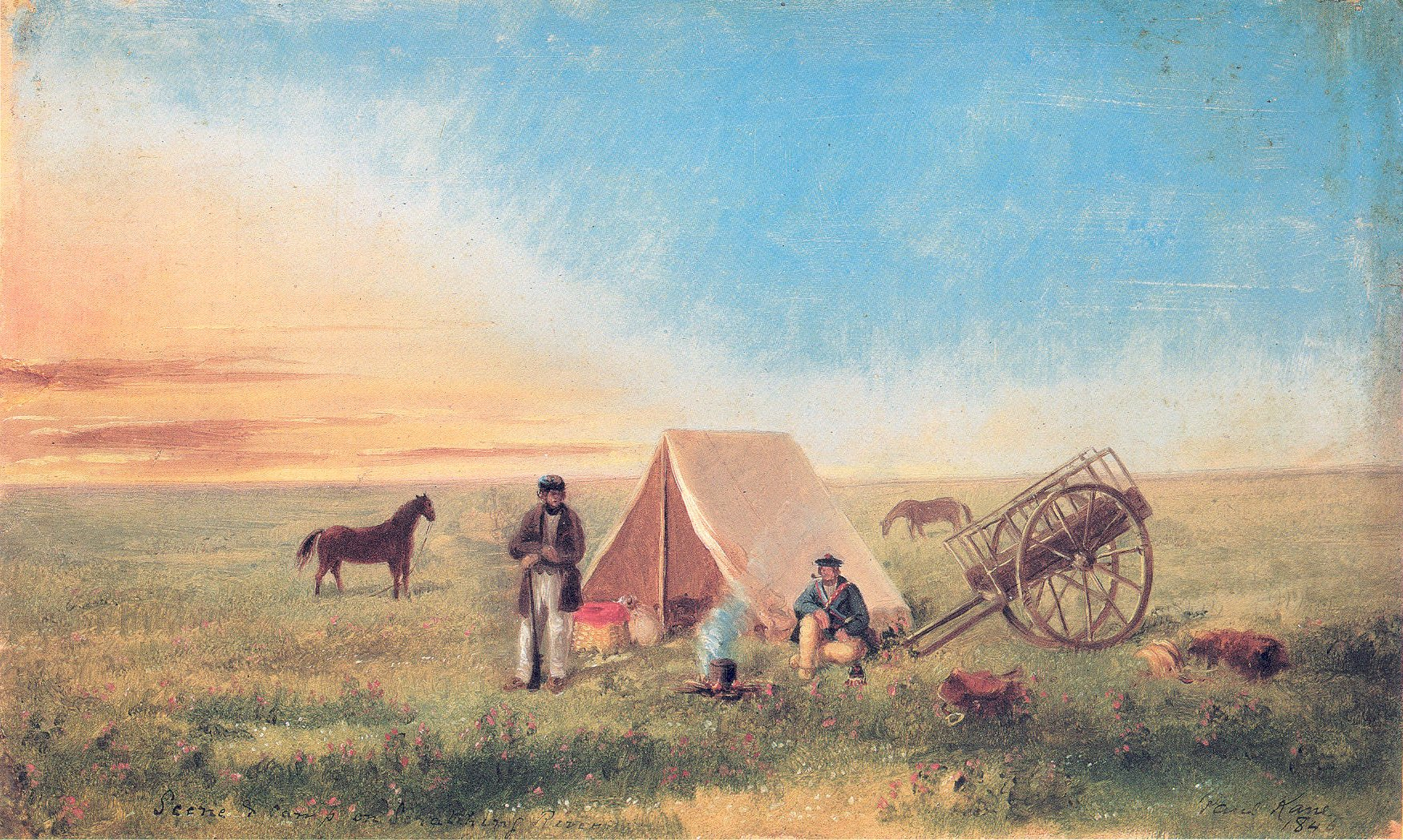
Paul Kane, Camping on the prairie, huile sur papier, imprimée en 1846. La scène montre Paul Kane (1810-1871) accompagné de son guide dans les Grandes Plaines du Dakota.

- Billy le Kid
- Buffalo Bill
- Calamity Jane
- Daniel Boone
- Davy Crockett
- Jesse James
- Skene Ogden
- William Anhley
- Zebulon Pike

## La guerre de Sécession (1861-1865)

Évolution des États confédérés d'Amérique et États rattaché aux États-Unis entre 1861 et 1870.

### Le contexte: l'esclavage des Noirs

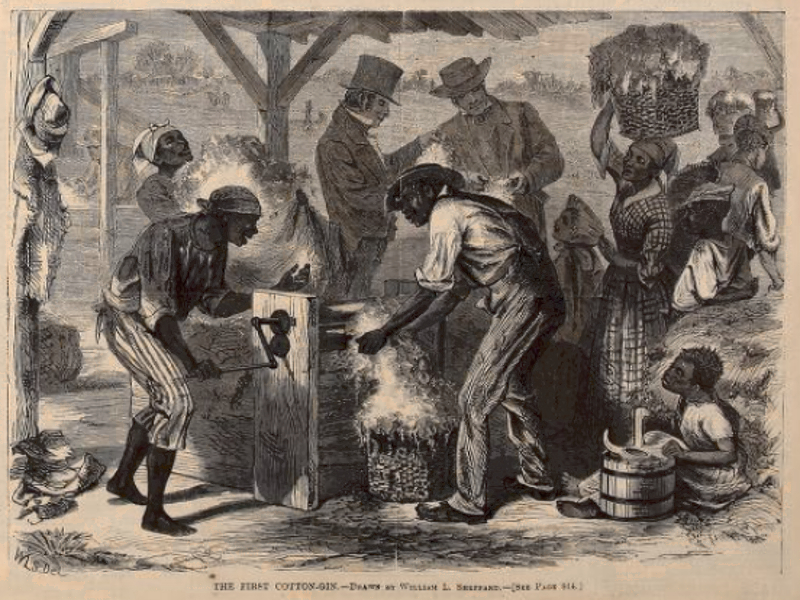
Égrenage du coton, 1869.

Les États du nord-est des États-Unis suppriment rapidement l'esclavage à la fin du XVIIIe et au début du XIXe siècle. La traite négrière est officiellement abandonnée en 1808. Pendant l´importation d´esclaves, les Africains de même ethnie sont séparés, on leur donne des noms anglo-saxons, ils sont convertis de force au protestantisme.
En 1860, près de 3 millions de Noirs vivent dans le sud, réduits majoritairement à l'état d'esclaves. Les églises baptiste et méthodiste se détachent progressivement du contrôle des Blancs et s'organisent en communautés d'entraide. Les esclaves affranchis qui gagnent bien leur vie, essaient alors d’acheter la liberté des membres de leurs familles. Les esclaves commencent à travailler à l’âge de 12 ans, effectuant des journées de 17 à 20 heures par jour. Beaucoup meurent au bout de 5 ans, de malnutrition ou de maladie (notamment de dysenterie). Certains s’enfuient avec succès et gagnent le nord, d'autres sont mutilés quand ils sont rattrapés. Enfin certains se révoltent (Révolte de Nat Turner). Des enfants métis naissent également des unions sexuelles consenties ou non entre les maîtres et les esclaves. Ces enfants métis sont parfois éduqués (un « plaçage ») à l'européenne et deviennent eux-mêmes, parfois, propriétaire d'esclaves à l'âge adulte. D'autres moins chanceux restent des esclaves (la récolte d’enfant).
À partir de 1808 (abolition de la traite négrière), le nombre d’esclaves diminue et leur prix augmente sur le marché aux esclaves.
En dépit de l'invention d'une machine à séparer les graines du coton par Eli Whitney, ce sont les esclaves des plantations qui sont utilisés pour la récolte de cette culture d'autant plus que la demande est forte, stimulée par l'Europe occidentale et la Grande-Bretagne en particulier.
Malgré tout, seule une petite minorité de Blancs dispose d'esclaves : sur 6 millions de Blancs dans les États du Sud en 1850, 347 000 possèdent des esclaves.
Les idées de la révolution américaine, les soulèvements d'esclaves et la révolution haïtienne font craindre chez certains planteurs une insurrection générale de la population noire. En 1831, l'esclave Nat Turner, conduit une révolte dans le comté de Southampton en Virginie (51 blancs sont tués en une journée). Elle est finalement écrasée et son chef est exécuté.
Le compromis du Missouri (1820) consacre la règle de la parité dans l'admission des nouveaux États dans l'Union : au nord du 36e parallèle, ces nouveaux États doivent interdire l'esclavage et il doit y avoir le même nombre d’États abolitionnistes qu’esclavagistes. Lorsque le Missouri esclavagiste est créé on crée un nouvel état abolitionniste au nord : le Maine (détaché du Massachusetts).

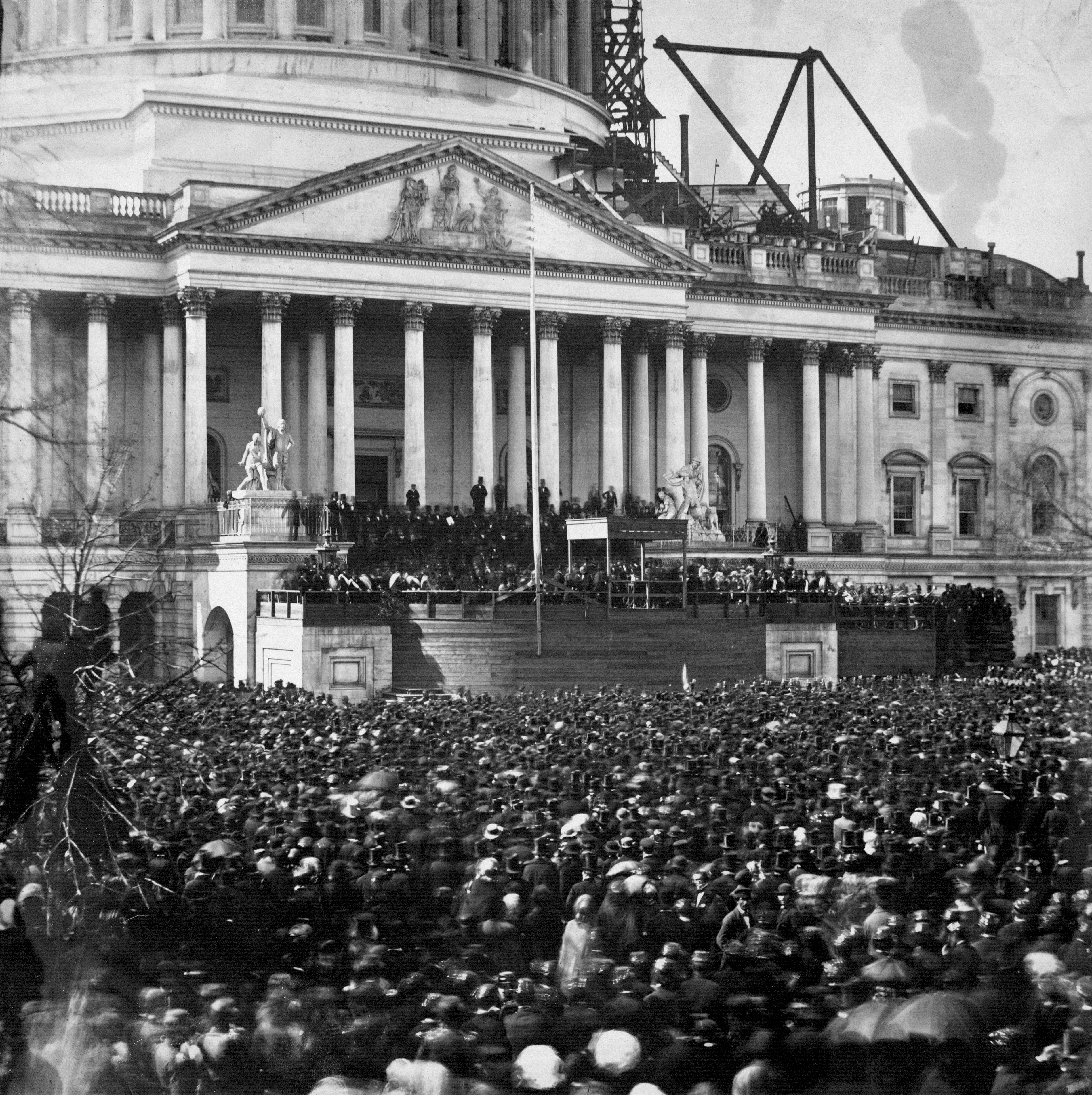
Investiture d'Abraham Lincoln, 1861.

L'acte Kansas-Nebraska en 1854 est une des origines de la guerre de Sécession. La constitution américaine interdisait l’esclavage au nord du 36e parallèle mais lors de la création du Kansas, ses habitants veulent eux-mêmes choisir par référendum si on doit pratiquer l’esclavage ou pas. Il y a alors des affrontements entre esclavagistes et abolitionnistes et de nombreux avocats dont un certain Lincoln, ancien politicien, s’intéressent à cette affaire et portent plainte. Lincoln fonde plus tard le parti républicain et propose d’abolir l’esclavage.
La guerre de Sécession s'enracine dans les différences de développement et d'économie entre le nord et le sud : le nord s'industrialise et s'urbanise, accueille les immigrants européens et impose des taxes sur les produits britanniques. Les États du sud profitent au contraire des importations britanniques de coton et du système esclavagiste.
En réaction à l'élection du républicain Abraham Lincoln en 1860, la plupart des États du Sud font sécession de l'union et forment les États confédérés d'Amérique. Lincoln promet de les remettre dans l’Union, par la force s'il le faut : l’Union a priorité sur l’esclavage. La Guerre civile américaine s'ensuit, elle s'élève donc plus contre la sécession que pour la libération des esclaves.
Le commandement du Sud, suivi par des politiques économiques d'exploitation dans les territoires conquis après la guerre cause une amertume tenace parmi les Sudistes envers le gouvernement des États-Unis. Cet échec du gouvernement fédéral à réunir le pays contribua à son échec pour plusieurs décennies à faire mettre en application les Droits civiques des anciens esclaves afro-américains dans le Sud.
La guerre commence le 12 avril 1861, lorsque les confédérés bombardent et prennent le Fort Sumter en Caroline du Sud. L’armée américaine est minuscule (16 000 hommes), confinée à l’ouest dans des guerres contre les Indiens. L’Union et les confédérés sont obligés de lancer un appel aux volontaires. Les officiers de l’armée américaine se contentant juste de former et encadrer ceux-ci. L'année 1862 est marquée par les défaites de l'Union à l'est mais aussi par les succès du général Grant sur le fleuve Mississippi (reddition de La Nouvelle-Orléans). En juillet 1863, la victoire nordiste de Gettysburg (Pennsylvanie) porte un coup d'arrêt important à l'avancée des Sudistes. Le nombre de soldats sudistes mobilisés est tel que l’écrasante majorité des esclaves laissés sans surveillance se sont enfuis, Lincoln en profite alors pour lancer la proclamation d’Émancipation c’est-à-dire à interdire officiellement l’esclavage. La guerre change de données, cela devient aussi une guerre contre l’esclavage. Ceci augmente le nombre de volontaires nordistes, prêt à se battre pour un bel idéal et les esclaves enfuis sont aussi engagés comme soldats. Le 1er septembre 1864, Atlanta est prise par le général William Tecumseh Sherman. Après la reddition de Robert Lee en avril 1865, les armées du sud cessèrent rapidement le combat.